# Bettina Warburg
Pour les articles homonymes, voir Warburg (homonymie).
Bettina Warburg, née le 21 novembre 1900 à Hambourg et morte le 25 novembre 1990, à New York, est une psychiatre et psychanalyste américaine.

## Biographie
Bettina Warburg est issue d'une famille de banquiers de Hambourg. Son grand-père, Moritz Warburg, est à la tête de la banque M. M. Warburg & Co.. Elle est la fille de Paul Warburg, banquier connu pour son action en faveur de la Réserve fédérale américaine, et de Nina Jenny Loeb Warburg. Son frère, James Warburg est connu comme conseiller financier de Franklin D. Roosevelt. Sa famille s'installe aux États-Unis en 1902 et Bettina Warburg obtient la nationalité américaine en 1911. Elle fait ses études secondaires à New York, à la Brearley School, puis est étudiante au Bryn Mawr College. Elle fait ses études de médecine au Weill Medical College de l'université Cornell.
Elle se forme en psychiatrie au National Hospital for Neurology and Neurosurgery, de Londres, puis travaille à l'hôpital psychiatrique de Boston et au laboratoire de pathologie de l'université Harvard. En 1932, elle commence à exercer en tant que psychiatre à l'Institut psychanalytique de New York, où elle restera jusqu'à sa retraite en 1967. Elle donne des cours à la clinique psychiatrique de l'hôpital presbytérien de New York de 1932 à 1940 et est chargée de cours de psychiatrie en 1965-1967. Bettina Warburg épouse le violoniste Samuel Bonarios Grimson. Elle meurt à son domicile de Manhattan en 1990 et elle est enterrée à Sleepy Hollow.

## Le comité d'urgence d'aide aux psychanalystes émigrés
Bettina Warburg est très active dans la création du New York Committee of the National Committee for the Resettlement of Foreign Physicians, un comité qui aide les médecins européens réfugiés à s'installer aux États-Unis. Elle participe ensuite aux activités de l'Emergency Committee on Relief and Immigration (ECRI) créé par l'American Psychoanalytic Association en 1938 et actif jusqu'en 1943, et dont Lawrence Kubie, récemment élu à la présidence de la New York Psychoanalytic Society est responsable. Ces comités de secours fournissent notamment les affidavits requis pour l'obtention de visas pour les États-Unis, et organisent l'installation professionnelle des psychanalystes émigrés. Bettina Warburg fait notamment les entretiens avec les psychanalystes pour déterminer leurs besoins et les réponses à leur apporter, et participe financièrement, à titre personnel, aux fonds du comité. Elle rédige en 1948 un rapport final sur l'activité de l'ECRI, mentionnant les noms de 254 personnes avec lesquels le comité avait été en relation.